# Prospektverteilung

Werbeeinwurfverbot

Unter Prospektverteilung, Haushaltsdirektverteilung (HHDV) oder auch Haushalt(s)werbung versteht man die Zustellung von Handzetteln, Werbeprospekten, Katalogen und Warenproben an private Haushalte. Dies kann flächendeckend, oder selektiv nach geografischen und soziodemografischen Merkmalen, oder als Sonderform geschehen. Die Zustellung erfolgt meist durch Schüler, Studenten und Rentner im Nebenverdienst. Werbeeinwurfverbote durch Aufkleber am Briefkasten sind hierbei zu berücksichtigen. Es gibt in Deutschland ca. 1.000 Prospektverteilfirmen. Die meisten davon sind nur regional tätig. Eine weitere Form der Prospektverteilung ist die digitale Verteilung mittels E-Prospekt.
Flächendeckende Zustellungen werden an alle erreichbaren Briefkästen (keine Steighäuser, keine Werbeeinwurfsverbote) in räumlich zusammenhängenden Verteilgebieten (z. B. Postleitgebieten) oder kreisförmig um das Geschäft des Werbetreibenden vorgenommen.
| PLZ   | Stadt  | Stadtteil               | Haushalte |
| ----- | ------ | ----------------------- | --------- |
| 28217 | Bremen | Überseestadt            | 500       |
| 28195 | Bremen | Altstadt                | 1850      |
| 28195 | Bremen | Bahnhofsvorstadt        | 1905      |
| 28197 | Bremen | Rablinghausen           | 1205      |
| 28197 | Bremen | Strom/Hasenb./Seehausen | 625       |
| 28197 | Bremen | Woltmershausen          | 4455      |
| 28199 | Bremen | Alte Neustadt           | 1945      |
| 28199 | Bremen | Hohentor                | 1650      |
| 28199 | Bremen | Neuenland               | 430       |
| 28199 | Bremen | Neustadt                | 2260      |
| 28201 | Bremen | Buntentor               | 2040      |
| 28201 | Bremen | Gartenstadt Süd         | 1625      |
| 28201 | Bremen | Südervorstadt           | 2020      |
| 28201 | Bremen | Huckelriede             | 2695      |

Bei selektiven Zustellungen werden Prospekte an bestimmte Konsumenten-Zielgruppen innerhalb bestimmter Gebiete verteilt. Hierfür werden im Planungsstadium der Verteilaktion Konsumentendaten von Marktforschungsinstituten herangezogen, die mit geografischen Daten zusammengeführt werden können (Geomarketing), um die idealen Zustellgebiete für den Werbetreibenden zu ermitteln. Ziel ist hierbei, Streuverluste weitgehend zu minimieren und gleichzeitig Druckauflagen für verteilte Prospekte zu verringern.
Weitere Formen der Prospektverteilung sind:
- Übergabe mit Gespräch
- Einwerfen des Prospekts und klingeln (Ring & Leave, gilt als unfein)
- Promotionaktionen (Übergabe von Prospekten an Passanten)
- Werbung am und im Briefkasten, z. B. mit einem Flyer, wo der kurze Teil („Eyecatcher“) nach der Verteilung aus dem Briefkasten heraushängt, während der lange Teil (Informationselement) im Briefkasten steckt.
- sog. Auslageverteilung: bei dieser Art der Promotion werden Werbemittel an gut frequentierten Standorten hinterlegt, die Zielgruppe kann sich bei Bedarf einen Flyer nehmen